# Baptiste Constantin
Pour les articles homonymes, voir Constantin.
Baptiste Constantin (né le 17 septembre 1994) est un coureur cycliste français, membre de l'équipe C'Chartres Cyclisme.

## Biographie
Baptiste Constantin commence le cyclisme au Vineuil Sports, dans le Loir-et-Cher. Il rejoint ensuite le Montrichard Cyclisme 41 en seconde année cadets. 
Chez les juniors, il se fait remarquer en étant l'un des meilleurs juniors de la région Centre. Il termine notamment huitième d'une édition de la Classique des Alpes juniors. Il rejoint ensuite l'équipe Océane Top 16 en 2013, club de division nationale 1. Parallèlement à sa carrière sportive, il obtient un BTS CRSA (Conception et réalisation de systèmes automatiques).
En 2015, il remporte le championnat du Poitou-Charentes et le Prix de la Saint-Laurent espoirs, ses premiers succès en première catégorie. La saison suivante, il conserve son titre de champion régional et s'impose sur le Grand Prix du Luart. Il signe ensuite chez Creuse Oxygène Guéret en 2017, après quatre années passées à l'Océane Top 16. Sous ses nouvelles couleurs, il se distingue en obtenant six succès, parmi lesquels un nouveau titre régional au Limousin et deux manches du Challenge du Boischaut-Marche : le Prix des Vins Nouveaux et le Grand Prix des Foires d'Orval.
En 2018, il s’illustre en réalisant sa meilleure saison chez les amateurs, à 24 ans. Il s'impose à huit reprises, notamment au championnat de Nouvelle-Aquitaine, sur une étape du Saint-Brieuc Agglo Tour, au Grand Prix des Foires d'Orval ou encore au Tour du Piémont pyrénéen, une course par étapes disputée sur un parcours montagneux. Au niveau des places d'honneur, il est notamment deuxième de l'Essor breton et de Paris-Mantes-en-Yvelines, course UCI de classe 2 où sont présents plusieurs coureurs professionnels. Grâce à toutes ces performances, il finit troisième au classement national de la Fédération française de cyclisme, derrière Geoffrey Bouchard et Fabien Schmidt. 
Malgré des contacts avancés avec l'équipe Saint-Michel-Auber 93, il ne parvient pas à passer professionnel en 2019. Finalement, il rejoint le CM Aubervilliers 93-St-Michel, avec l'ambition d'y rejoindre sa structure professionnelle. Cette année-là, il remporte une épreuve des Boucles de Haute-Vienne, la Ronde mayennaise et les Boucles de la Marne, manche de la Coupe de France DN2. 
Il rejoint l'équipe Saint-Michel-Auber 93 pour 2020.

## Palmarès sur route
| - 2013 - 2e du Tour du Canton de Châteaumeillant - 2015 - Champion du Poitou-Charentes - Prix de la Saint-Laurent Espoirs - 2e du Grand Prix de Tours - 2016 - Champion du Poitou-Charentes - Grand Prix du Luart - 1re étape du Tour des Deux-Sèvres (contre-la-montre par équipes) - 2e du Grand Prix des vins de Panzoult - 2e du Prix des Vins Nouveaux - 2017 - Championnat du Limousin - Prix de Nevers - Tour de Loudun - Critérium de La Ferté-Bernard - Prix des Vins Nouveaux - Grand Prix des Foires d'Orval - 2e du Circuit des Deux Provinces - 3e du Grand Prix du Centre de la France - 3e du Challenge du Boischaut-Marche - 2018 - Championnat de Nouvelle-Aquitaine - Grand Prix de Féricy - Tour de Loudun - Critérium de Millançay - 1re étape du Saint-Brieuc Agglo Tour - Tour du Piémont pyrénéen : - Classement général - 3e étape - Grand Prix des Foires d'Orval - 2e de Paris-Mantes-en-Yvelines - 2e de l'Essor breton - 2e du Tour de Loire-Atlantique - 2e du Prix Albert-Gagnet - 2e du Challenge du Boischaut-Marche - 3e du Circuit boussaquin - 3e du Tour de la Manche - 3e du Grand Prix des Grattons - 3e du Prix des Vendanges à Maisonnais | - 2019 - 1re épreuve des Boucles de Haute-Vienne - Boucles de la Marne - Ronde mayennaise - 2e du Souvenir Louison-Bobet - 2e du Circuit des Deux Provinces - 2e du Prix des Vendanges du Comité des Fêtes - 2e du Challenge du Boischaut-Marche - 3e des Boucles Nationales du Printemps - 3e du Prix des Vins Nouveaux - 3e du Grand Prix des Foires d'Orval - 2021 - Trophée Souvenir Gilbert Cuménal - Nocturne de Blossac - Grand Prix des vins de Panzoult - 2e du Tour des Mauges - 2022 - Ronde des Menhirs Sevréenne - La Polysostranienne - 3e du Tour du Pays Lionnais - 2023 - Grand Prix de Parigné-l'Évêque - 3e du Tour du Pays Lionnais |

## Palmarès en cyclo-cross
- 2017-2018
  - Cyclo-cross Rebriocastinois[18]
- 2019-2020
  - Cyclo-cross du Mée-sur-Seine[19]